# Янсенс ван Кёлен, Корнелис
Корнелис Янсенс ван Кёлен, также Кейлен, Цейлен (нидерл. Cornelis Janssens van Ceulen, 14 октября 1593, Лондон — 5 августа 1661, Утрехт) — нидерландский живописец. Часто употребляется англизированная форма имени — «Корнелиус Джонсон».

## Биография
Родился в 1593 году в Лондоне и работал там с 1618 года до той поры, когда вспыхнувшая в Англии гражданская война заставила его переселиться в Голландию. В 1642 году переехал в Мидделбург, в 1646—1662 гг. жил в Амстердаме и, наконец, в Утрехте. Образовавшись под влиянием Антониса ван Дейка, он писал исключительно портреты, в которых заботился об элегантной постановке фигур, прекрасно изображал костюмы и достигал в лицах большого внешнего сходства, но редко схватывал их выражение и постоянно вдавался в неприятный зеленовато-серый общий тон колорита.
Много произведений этого художника находятся в Англии, в замках тамошних аристократических фамилий; они встречаются и на континенте, в общественных музеях и в частных коллекциях. Важнейшие между ними — многофигурный портрет членов гаагского городского управления (1647; в Гаагском музее), «Офицеры миддельбургского общества стрелков» (1650; в доме этого общества), «Английский король Карл I с его свитою в Грин-парке» (в Букингемском дворце, в Лондоне), портреты: бургомистра Грэвинка (1646; в Амстердамском музее); молодой женщины (1650; в Утрехтском музее), мужчины с перчатками в руке и дамы с веером (1651; в Дрезденской галерее) и некоторые другие. Эрмитаж владеет тремя образцами работ Янсенса ван Кёлена — двумя мужскими портретами (№ 780 и 1795) и портретом молодой дамы (№ 641).